# Jarcha (band)
Jarcha is een Spaanse muziekgroep uit Huelva in Andalusië. De oorspronkelijke bezetting bestond uit Maribel Martin, Lola Bon, Antonio A. Licht, Angel Corpa, Crisanto Martin en Rafael Gabi Trave Castizo. Van hen zijn anno 2014 alleen nog Martin en Castizo over. In Nederland is de groep bekend van de hit Libertad sin Ira (1977).

## Geschiedenis
Jarcha werd opgericht in 1972. De groep heeft sinds zijn oprichting teksten over gevoelige sociale vraagstukken in de Spaanse samenleving gecombineerd met het rijke erfgoed van de traditionele volksmuziek van Andalusië en Spanje. Er werd regelmatig gebruikgemaakt van teksten van belangrijke schrijvers en dichters als Miguel Hernández, Blas de Otero, Rafael Alberti of Federico García Lorca. Er wordt gebruikgemaakt van typisch Andalusische instrumenten.

## Politiek
Een aantal nummers uit de jaren 70 ging over de periode waarin dictator Francisco Franco over Spanje heerste, en over de periode daarna toen Spanje veranderde in een democratie. In deze zogenoemde periode van de Transicion ("overgang") wist Jarcha de gevoelens van veel Spanjaarden te verwoorden in z'n liedjes.
Het bekendste daarvan is Libertad sin Ira ("vrijheid zonder woede"), geschreven door José Luis Armenteros, Pablo Herrero en Rafael Baladés. Het werd oorspronkelijk gebruikt om reclame te maken voor de destijds nieuwe krant Diaro 16, die voor het eerst verscheen op 18 oktober 1976. Dit was vlak na het einde van het tijdperk-Franco en de kroning van koning Juan Carlos eerder dat jaar.
Al snel werd Libertad sin Ira het officieuze 'volkslied' tijdens deze periode van Transicion. Toen in december 1976 een referendum werd gehouden waarin de (democratische) toekomst van Spanje werd bezegeld, stond Libertad sin Ira op nummer 1 in de Spaanse hitlijsten. Tijdens de eerste vrije en democratische verkiezingen in 1977 werd het lied eveneens veel gebruikt en gezongen.
De tekst van het lied gaat over het herstel van vrijheid na de dood van Franco, maar wel met een oproep om deze periode vreedzaam en verzoenend te laten verlopen. Er is geen ruimte voor wraak en boosheid, maar voor geloof in de democratische waarden van de nieuwe generatie.
Voor veel Spanjaarden is het lied nog steeds het symbool van democratie en vrijheid en is het nog vaak te horen tijdens betogingen. Toen in de dagen na de terreuraanslagen van 11 maart 2004 overal in het land demonstraties werden gehouden vóór vrijheid en tégen terreur, werd het lied massaal gezongen door de demonstranten.
Libertad sin Ira werd in 1977 ook in Nederland uitgebracht, waar het een bescheiden hit werd (nummer 20 in de Nederlandse Top 40).
- International Standard Name Identifier: 0000 0001 0232 0110
- Library of Congress Control Number: n96024748
- MusicBrainz: 53652abb-507e-4b3e-97ed-fc62916c40d9
- Virtual International Authority File: 152608993